# Магнето

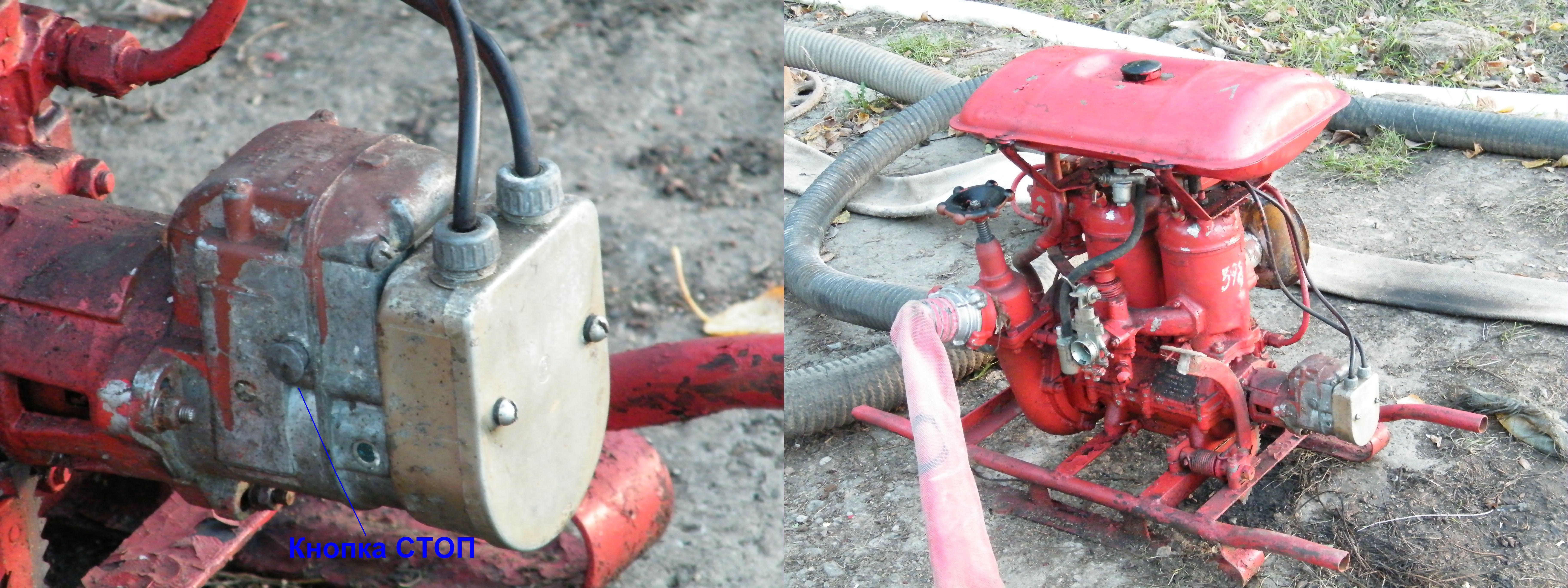
Магнето на двухцилиндровом двухтактном двигателе (пожарная мотопомпа)

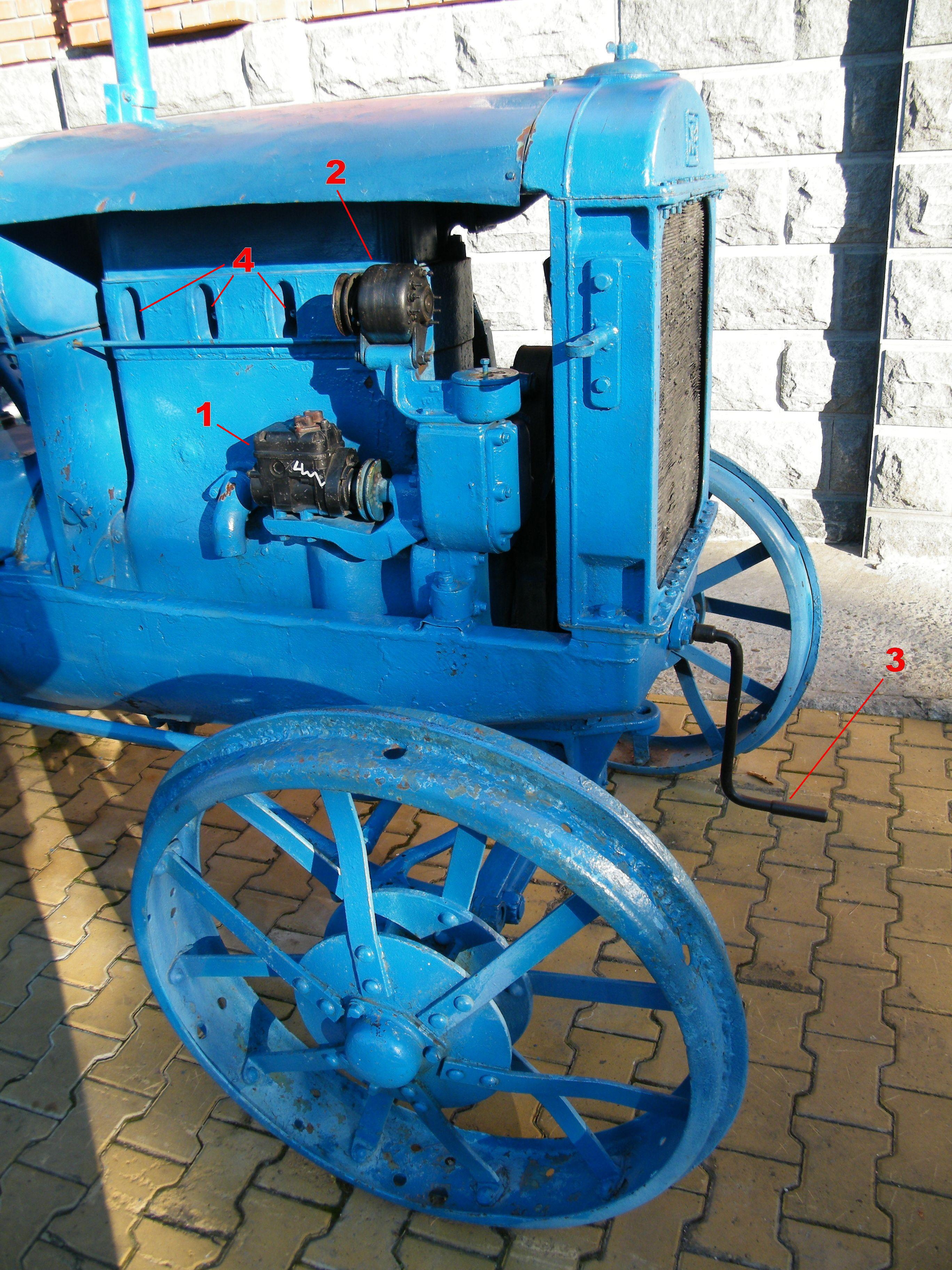
Трактор СХТЗ 15/30:
1 — магнето
2 — генератор постоянного тока с самовозбуждением (на тракторе не было аккумулятора)
3 — пусковая рукоятка
4 — свечи зажигания (видны только три, четвёртая за генератором)

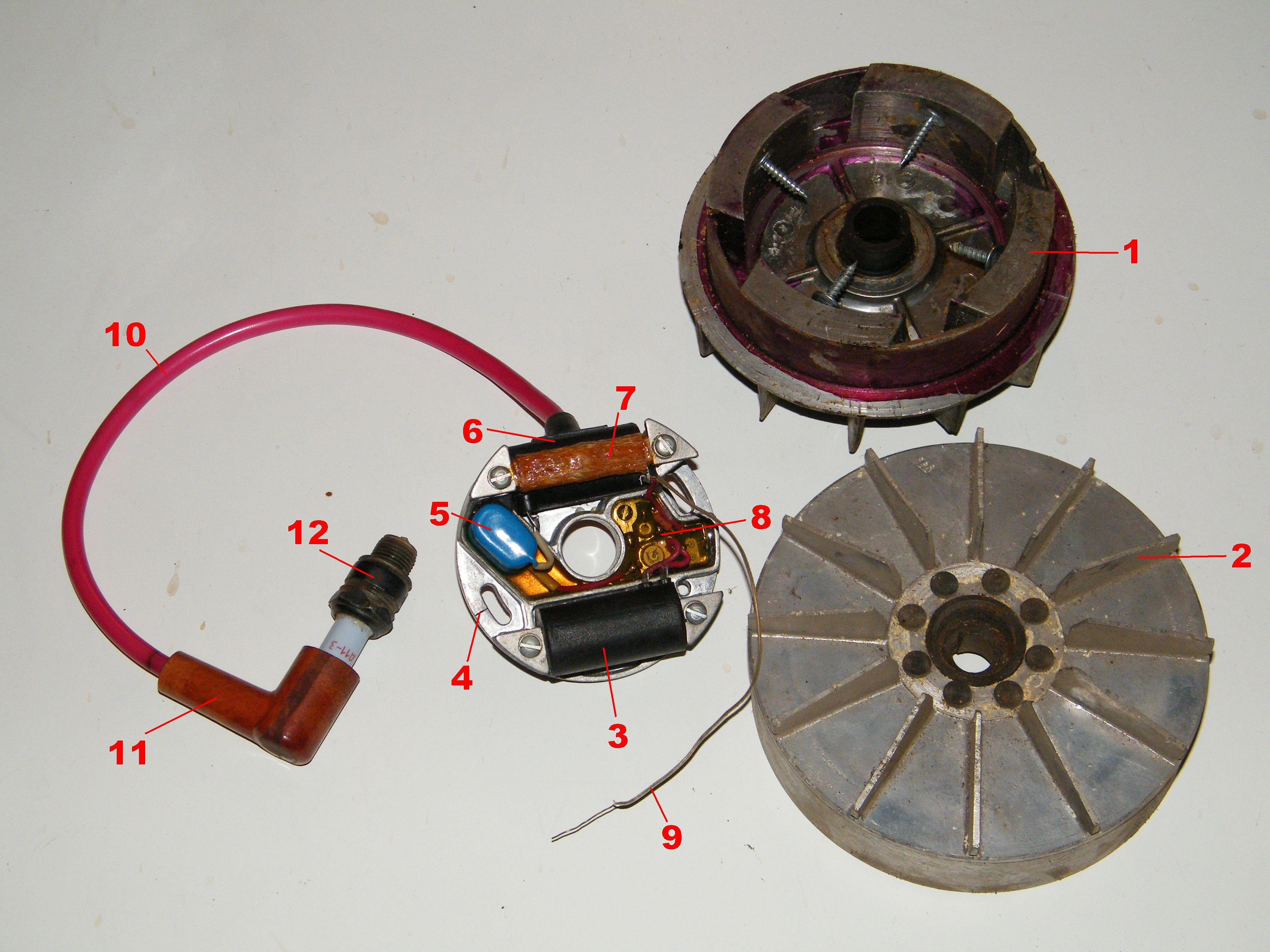
Электронное бесконтактное магнето МБ-1:
1 — маховик бензопилы «Урал» (видны две пары постоянных магнитов)
2 — маховик бензопилы «Дружба» (видны лопасти центробежного вентилятора)
3 — генераторная катушка
4 — метка для установки угла опережения зажигания
5 — конденсатор
6 — высоковольтная катушка
7 — управляющая катушка
8 — электронная схема (залита эпоксидной смолой)
9 — если этот провод кнопкой замкнуть на «массу» — остановится двигатель
10 — высоковольтный провод
11 — свечной наконечник
12 — свеча зажигания

Магне́то — магнитоэлектрическая машина, преобразующая механическую энергию в электрическую. В настоящее время повсеместно применяется в системах зажигания двигателей внутреннего сгорания, особенно в бензоинструменте, мопедах, и других ДВС малого и особо малого размера (чаще двухтактных). В телефонии машину аналогичного назначения принято называть индуктором.
Далеко не любой генератор называется «магнето». Это название применяется только для генераторов в двигателях внутреннего сгорания:
1. возбуждаемых постоянным магнитом
2. совмещённых в одном изделии с катушкой зажигания.

Магнитная система магнето может быть общей для генератора ЭДС и катушки зажигания.
Практически всегда свеча зажигания является единственной нагрузкой магнето.

## Устройство и работа
Магнето — специализированный генератор переменного тока с возбуждением от вращающегося постоянного магнита (магнитного ротора или якоря).
Автомобильное магнето имеет обмотки низкого и высокого напряжения. Параллельно обмотке низкого напряжения (НН) включаются контакты прерывателя и конденсатор (с примерной ёмкостью 0,1 мкФ); выводы обмотки высокого напряжения (ВН) подключаются один на корпус, второй на свечу. Все обмотки намотаны на ярмо (сердечник) и выглядят как одна большая катушка на П-образном сердечнике, между полюсами сердечника находится продольно вращающийся магнит (телефонные и минно-подрывные (КПМ) индукторы устроены иначе, но принцип действия у них тот же). В качестве части обмотки высокого напряжения может выступать обмотка низкого напряжения (так называемая автотрансформаторная конструкция), что позволяет уменьшить количество витков обмотки высокого напряжения.
В процессе изменения магнитного поля в сердечнике, вызванного вращением магнита (поворачивающегося к данному концу П-образного сердечника то северным, то южным полюсом, то есть при изменении направления магнитного потока) в обмотке низкого напряжения при замкнутых контактах индуцируется ток. Это изменение длится порядка десятка миллисекунд (мс). В конце этого процесса мы имеем катушку индуктивности с током несколько ампер, замкнутую контактами прерывателя. В определённый момент контакты размыкаются, и начинается цикл гармонических колебаний в контуре, образованном индуктивностью обмотки низкого напряжения и ёмкостью конденсатора (к которой добавляются паразитные ёмкости обмоток, особенно ёмкость обмотки высокого напряжения, трансформированная в обмотку низкого напряжения). Период колебаний составляет порядка 1 мс. 
Контакты прерывателя не пробиваются благодаря тому, что напряжение на конденсаторе нарастает медленно (собственно, это одна из целей установки в магнето конденсатора), и они успевают разойтись далеко друг от друга к моменту достижения затухающим синусоидальным напряжением полного значения (через четверть периода после размыкания контактов), то есть момента максимума напряжения. Но обычно этот момент не достигается: пробивается искровой зазор в свече зажигания, и энергия конденсатора переходит в зону искрового разряда в горючей смеси цилиндра двигателя. Затем контакты замыкаются, и начинается следующий цикл.

## В двигателях внутреннего сгорания
Магнето обеспечивает импульс электрического тока к свечам зажигания в бензиновых двигателях внутреннего сгорания, в которых не применяются батареи. Такие четырёхтактные или двухтактные двигатели обычно используются в мопедах, газонокосилках и в бензопилах. Карбюраторные двигатели «Майбах», применявшиеся на немецких танках времен Второй мировой войны, также имели систему зажигания, основанную на магнето.
В поршневых авиационных двигателях у каждого цилиндра обычно есть две свечи зажигания, при этом каждая группа свечей (правая и левая) подключена к отдельному магнето. Такая конструкция создаёт избыточность в случае отказа одного из двух магнето, а две искры обеспечивают более полное и эффективное сгорание топливной смеси.

## Магдино

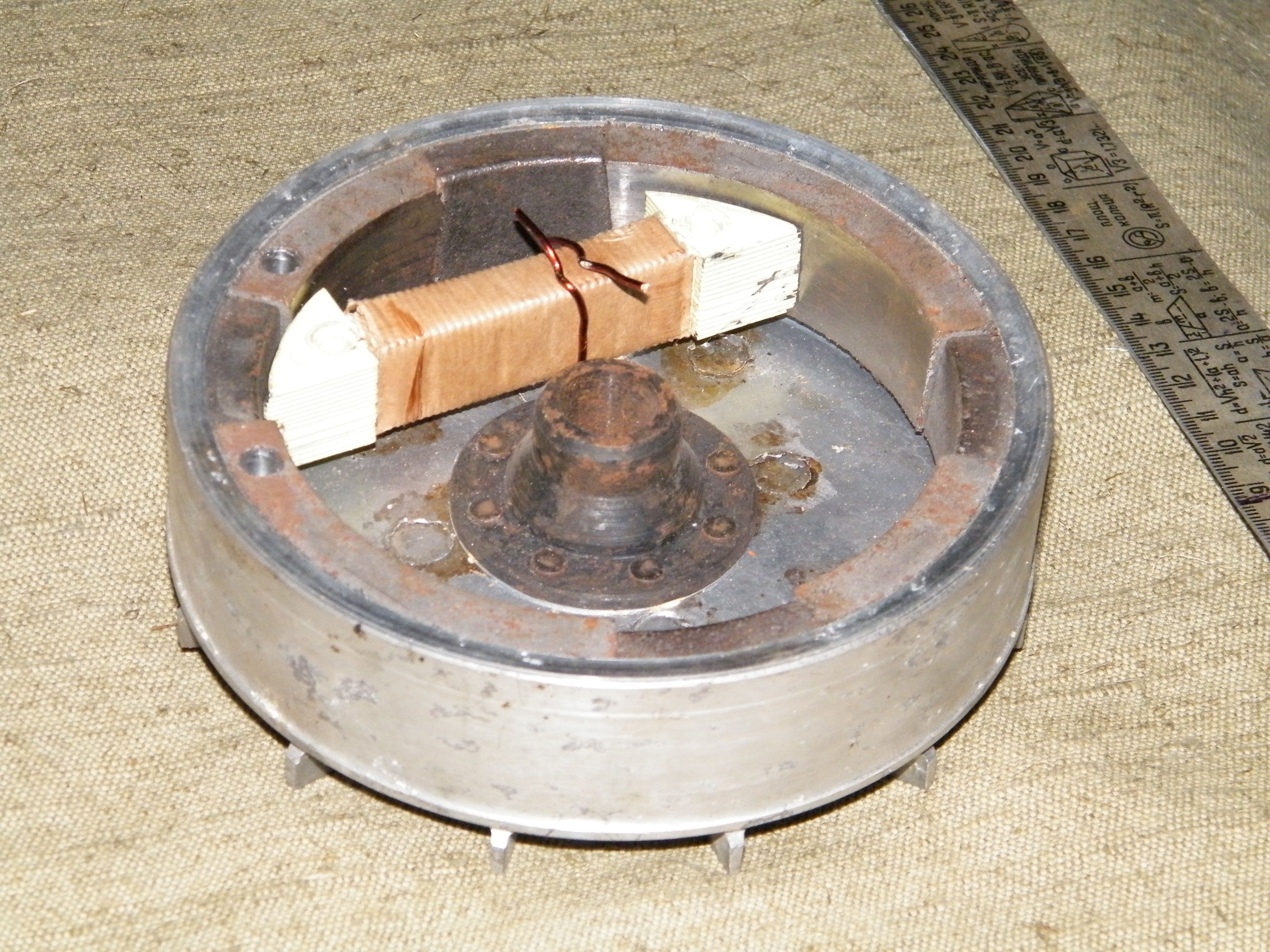
«Катушка света» генератора переменного тока, может находиться под маховиком рядом с магнето

В ряде случаев рядом с генераторной катушкой магнето может находиться дополнительная катушка индуктивности (так называемая «катушка света»), предназначенная для генерирования электрической энергии. Маховик со встроенными магнитами — общий для магнето и для простейшего генератора переменного тока. Данная гибридная конструкция носит название «магди́но» (от магнето и динамомашина). Магдино применяется на транспортных средствах (лёгкие мотоциклы, снегоходы, гидроциклы, а также на подвесных лодочных моторах), работает совместно с выпрямителем и регулятором напряжения. Электрическая мощность такого электрического генератора невелика, как правило, около 50—100 Ватт, однако для приборов освещения мопеда или для бортовых огней моторной лодки этого вполне достаточно, также можно заряжать аккумулятор. При этом габаритные размеры двигателя внутреннего сгорания практически не изменяются, масса увеличивается незначительно.